# Große Sackflügelfledermaus
Die Große Sackflügelfledermaus (Saccopteryx bilineata) ist eine Fledermaus aus der Familie der Glattnasen-Freischwänze, die in Zentral- und Südamerika beheimatet ist. Sie gehört zu den am besten untersuchten neotropischen Fledermausarten.

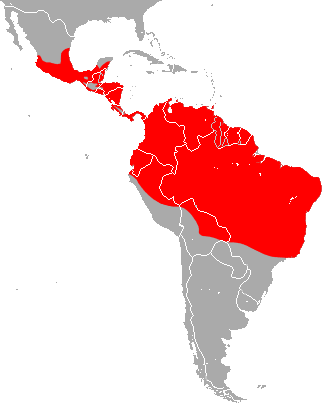
Verbreitungsgebiet der großen Sackflügelfledermaus

## Beschreibung
Die große Sackflügelfledermaus ist mit einer Gesamtlänge von 74 mm und einem Gewicht von bis zu 9,3 g die größte Art ihrer Gattung, wobei die Weibchen schwerer sind als die Männchen (sexueller Dimorphismus). Die Fellfarbe der großen Sackflügelfledermaus ist schwarz bis dunkelbraun mit zwei hellen gewellten Streifen auf dem Rücken, die von der Schulter über den ganzen Rumpf reichen. Der Bauch ist in der Regel heller als das Rückenfell. Die Schwanzflughaut ist bis zum Schwanzansatz leicht behaart.

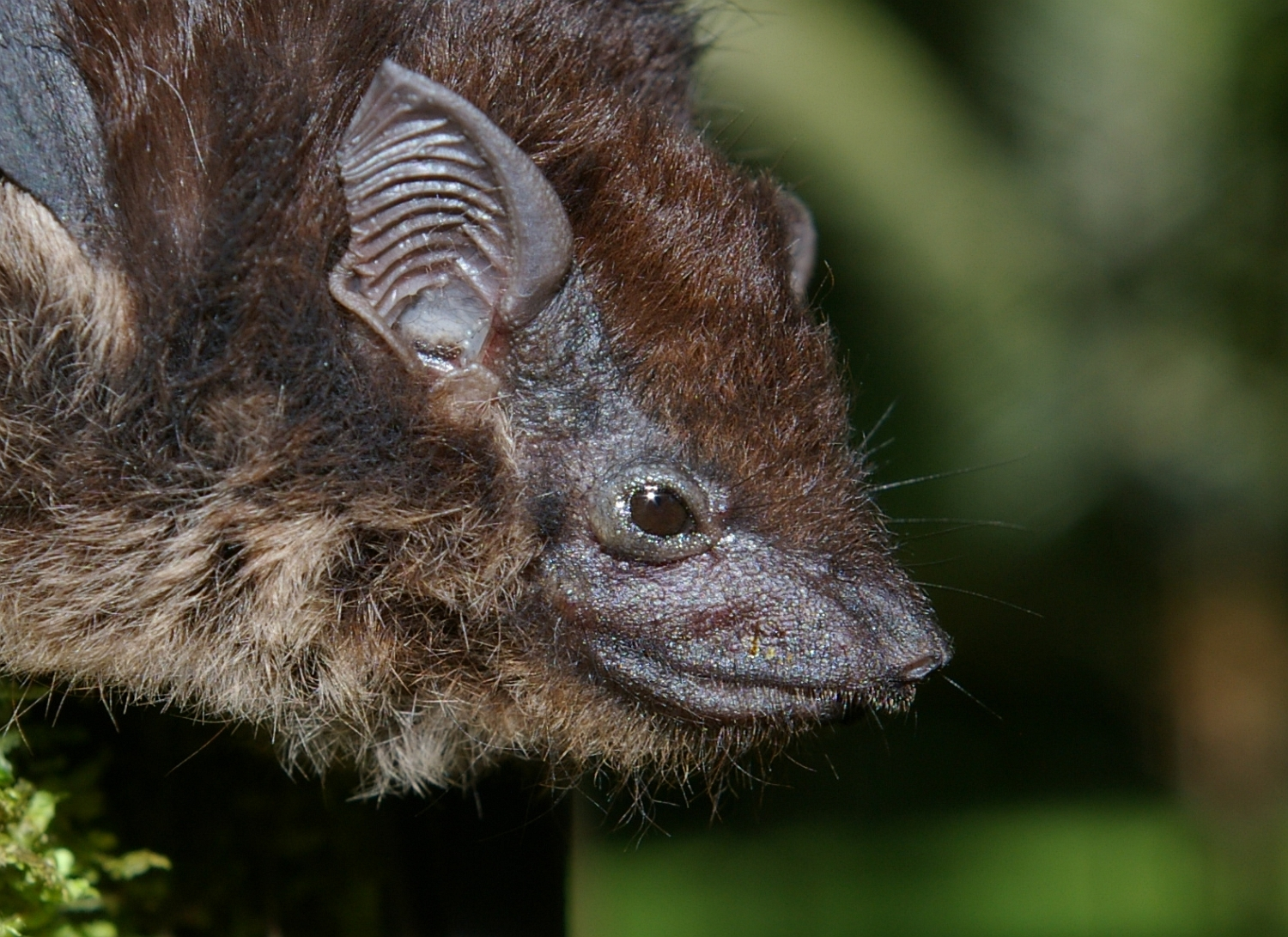
Nahaufnahme einer großen Sackflügelfledermaus

Die Männchen der großen Sackflügelfledermaus besitzen fleischige Taschen in ihrer Flughaut, die mit einer stark riechenden Flüssigkeit gefüllt ist. Bei den Weibchen sind diese Taschen nur rudimentär vorhanden. Bei ausgewachsenen, geschlechtsreifen Männchen ist die Tasche fleischfarben, während junge Männchen dunkle Taschen besitzen. 
Die Große Sackflügelfledermaus unterscheidet sich von anderen Vertretern ihrer Gattung durch ihre Größe, dem dunklen Fell und der klaren farblichen Abtrennung der hellen Streifen gegenüber dem Rest des Fells.
Die große Sackflügelfledermaus wird oft mit der Nasenfledermaus (Rhynchonycteris naso) verwechselt. Diese besitzt jedoch keine Flügeltaschen und ist an den Armen behaart. Zudem ist die Schnauze der Nasenfledermaus verlängert. Fledermäuse, die über Flüssen in einer vertikalen Linie an Baumstämmen hängen und zwei Streifen auf dem Rücken aufweisen sind meistens Nasenfledermäuse und keine Sackflügelfledermäuse.

## Lebensweise
Die große Sackflügelfledermaus hängt tagsüber an vertikalen, gut beleuchteten Strukturen wie an Brettwurzeln großer Bäume, in Baumhöhlen, an den Wänden von Gebäuden sowie an Brücken. Solche Hangplätze werden meist jahrelang von derselben Kolonie genutzt. 
Die Kolonien umfassen bis zu 50 Tiere, die einen individuellen Abstand von 5 bis 8 cm zueinander einhalten.
Die große Sackflügelfledermaus ist wie die meisten Fledermäuse nachtaktiv und ernährt sich ausschließlich von Insekten, die sie im Flug fängt. Dabei nutzt sie Echoortungsrufe im Frequenzbereich von 42 bis 58 kHz zur Orientierung. Alle Mitglieder einer Kolonie jagen innerhalb eines definierten Gebiets, das wahrscheinlich von den Männchen gegen Eindringlinge von anderen Kolonien verteidigt wird.

## Fortpflanzung
Weibchen können bereits ein Jahr nach ihrer Geburt trächtig werden. In Costa Rica kommen alle Weibchen gleichzeitig für 1–2 Tage im Dezember in den Östrus. Jungtiere werden nach einer relativ langen Tragezeit von im Schnitt 169 Tagen zum Beginn der Regenzeit Anfang Juni geboren, der Zeitraum mit dem höchsten Insektenvorkommen. Während der Futtersuche tragen die Weibchen die Jungtiere mit sich herum. Die Jungen unternehmen ab einem Alter von 2 Wochen die ersten Flugversuche und werden bis zu 12 Wochen gestillt.

## Sozialsystem
Nach dem Abstillen verlassen die weiblichen Jungtiere die Mutterkolonie, während der Großteil der Männchen in der Kolonie verbleibt. Man geht davon aus, dass die Weibchen die Kolonie verlassen, um Inzucht mit ihren Vätern und Brüdern zu vermeiden. Die Männchen bleiben in der Kolonie, weil nicht die dominanten Männchen Haremsbesitzer sind, sondern jene, die bereits am längsten in der Kolonie leben. Die Männchen stehen sozusagen Schlange um ein Territorium zu erhalten. Entsprechend findet man in Kolonien einige Männchen, die Harems verteidigen, während sogenannte periphere, jüngere Männchen oft am Rand der Kolonie anzutreffen sind. Die Übernahme eines Territoriums erfolgt im Schnitt im Alter von zwei Jahren. Die Männchen bleiben ihr ganzes Leben ihrem Harem treu, selbst wenn keine Weibchen in ihrem Territorium hängen oder benachbarte Harems frei werden.
Haremsmännchen zeigen das ganze Jahr hindurch Balz- und Territorialverhalten. Die Territorien innerhalb der Kolonie umfassen dabei jeweils 1–2 m² und bis zu 8 Weibchen. Die Territorien werden durch die Männchen mit einem Duftsekret aus Drüsen am Kinn markiert. Die Grenzen der Territorien werden zudem mit Sozialrufen verteidigt, sowie durch sogenanntes „Salting“ (zu deutsch „salzen“), ein Verhalten, bei dem das Männchen bei geschlossenem Flügel die Flügeltasche öffnet und seinen Duft dem Kontrahenten entgegenfächelt. Direkte körperliche Auseinandersetzungen werden selten beobachtet.

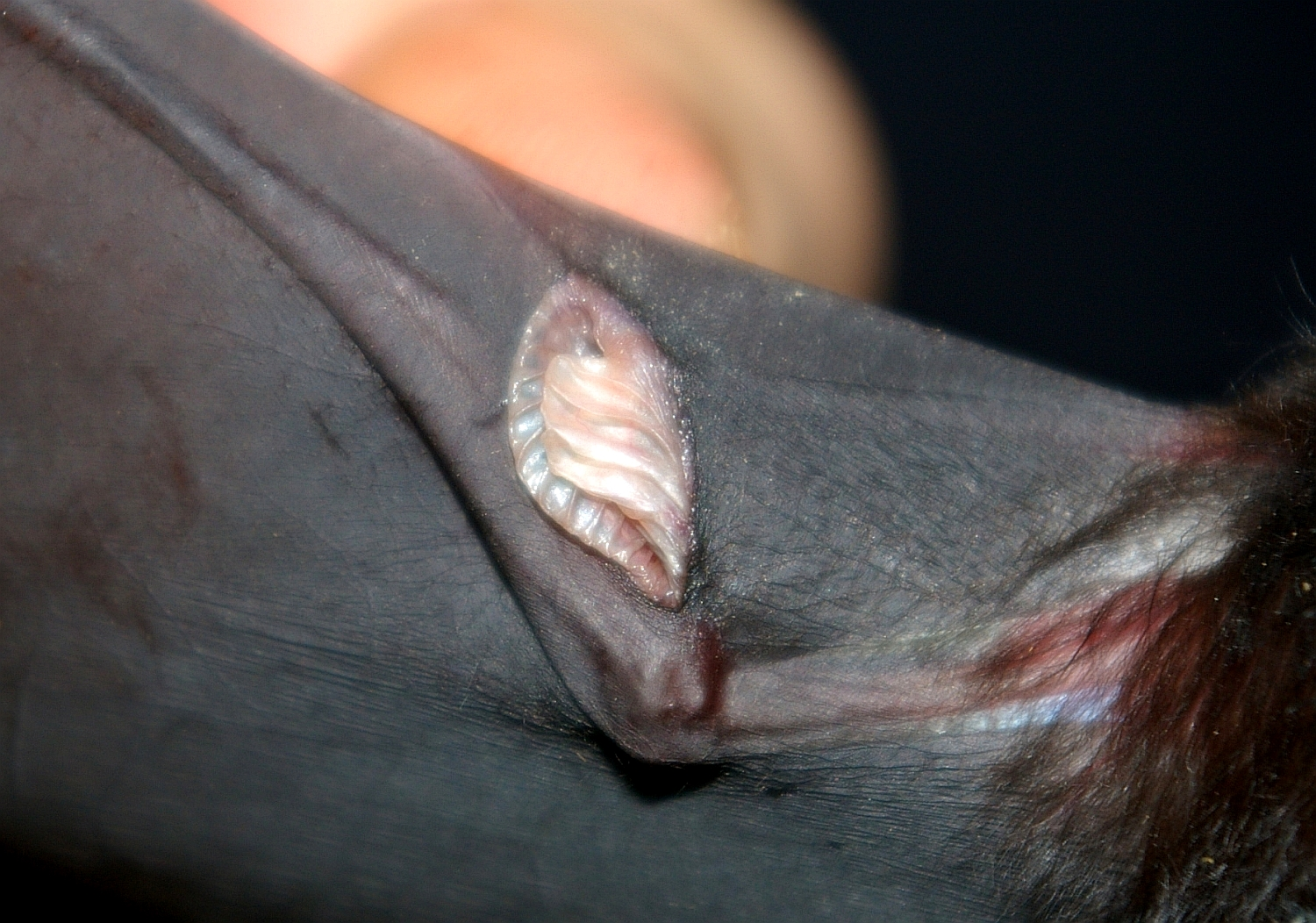
Flügeltasche einer männlichen großen Sackflügelfledermaus

## Balzverhalten
Die weiblichen großen Sackflügelfledermäuse sind den Männchen körperlich überlegen, weshalb eine Kopulation nicht erzwungen werden kann. Die Weibchen wählen sich ihre Geschlechtspartner aus. Generell haben Haremmännchen einen höheren Reproduktionserfolg als periphere Männchen. Jedoch schaffen es auch Männchen ohne Harem Jungtiere zu zeugen. Zudem kann sich ein Männchen nicht die komplette Vaterschaft der Jungtiere seines Harems sichern. Das Paarungssystem der großen Sackflügelfledermaus zeigt daher Ähnlichkeiten eines Leks, in dem mehrere Männchen innerhalb einer Kolonie ständig um die Weibchen werben. Männliche Sackflügelfledermäuse zeigen dabei ein komplexes Balzverhalten, das unter anderem aus einem energetisch aufwendigen Schwirrflug besteht. Das Männchen schwirrt dabei vor dem Weibchen seines Harems mit geöffneten Flügeltaschen. Gleichzeitig werden die Flügel so bewegt, dass der Duft der Tasche dem Weibchen zugefächelt wird. Solche Schwirrflüge sind energieaufwendig, da während des Fächelns gleichzeitig kein Auftrieb erzeugt werden kann und die Männchen ein mühsames Flugmanöver anwenden müssen, um in der Luft an derselben Position stehen zu bleiben. Die Dauer des Schwirrfluges könnte daher dem Weibchen als Hinweis für die allgemeine Qualität des Männchens dienen.
Der Duft in den Flügeltaschen wird von den Männchen aktiv angemischt. Dabei reinigt das Männchen jeweils am späteren Nachmittag die Taschen mit Speichel und Urin. Nach der Reinigung der Taschen befördern die Männchen Sekrete aus der Geschlechtsregion in die Tasche. Zusammen mit Sekret aus den Gesichtsdrüsen mischen die Männchen so einen individuellen Duft, der sehr wahrscheinlich eine entscheidende Rolle bei der Wahl durch die Weibchen spielt. Chemische Analysen ergaben, dass sich der Duft ausgewachsener Männchen aus 185 Substanzen zusammensetzt. Obwohl die Schwesterart Saccopteryx leptura ebenfalls Duft zur Balz verwendet, unterscheidet sich dessen Zusammensetzung wesentlich von der der großen Sackflügelfledermaus. Experimente haben zudem gezeigt, dass die Weibchen aktiv zwischen dem Duft der eigenen und der Schwesterart unterscheiden können. Es wird angenommen, dass der Duft Informationen zum Beispiel über den Gesundheitszustand des Männchens enthält, aufgrund dessen die Weibchen ihre Partnerwahl treffen können.

## Vokalisation
Nebst den Echoortungsrufen ist eine Vielzahl von Sozialrufen bekannt:
- Bellen (engl. „Bark“): Werden bei seltenen körperlichen Auseinandersetzungen produziert und bewegen sich im selben Frequenzbereich wie Echoortungsrufe, sind jedoch länger.
- Schwätzen (engl. „Chatter“): Sequenzen von bis zu 50 Rufen, die wahrscheinlich eine soziale Funktion haben.
- Pfeifen (engl. „Whistle“): Wird von den Männchen während der Schwirrflüge produziert und befinden sich teilweise im durch Menschen hörbaren Bereich.
- Kreischen (engl. „Screech“): Häufige Rufe, die auch für Menschen hörbar sind und meistens bei Konflikten produziert werden, zum Beispiel wenn ein Individuum den Abstand zu seinem Nachbarn nicht einhält.
- Territorialgesang (engl. „Territorial song“): Von Männchen produzierte 10–50 Rufe, die eine Art Melodie bilden, die etwa 1,6 Sekunden dauert. Die letzten Rufe befinden sich dabei mit 6 kHz im für den Menschen hörbaren Bereich. Territorialgesänge sind sehr variabel und individuell. Je tiefer die Frequenz und je öfters gesungen wird, desto höher ist der Reproduktionserfolg des singenden Männchens.
- Balzgesang (engl. „Courtship song“): Wird von den Männchen abends vor dem Territorialgesang sowie morgens nach der Rückkehr in die Kolonie produziert und häuft sich in der Paarungszeit. Dabei wird jeweils ein Weibchen besungen. Der Balzgesang ist sehr individuell und besteht hauptsächlich aus hohen Trillern und bis zu fünf Obertönen, die zum Teil im für den Menschen hörbaren Bereich liegen.

Die große Sackflügelfledermaus zeigt somit ein ungewöhnlich hohes Repertoire an Rufen. Studien haben gezeigt, dass Jungtiere die Rufe wahrscheinlich ähnlich wie Menschen und einige Primaten durch „Plappern“ erlernen. Diese vokale Übungsphase weist ähnliche Charakteristika wie beim Menschen auf und wird von den Müttern ihrerseits mit bestimmten Lauten beantwortet, indem sie die Klangfarbe ihrer Stimme ändern.

## Verbreitung und Lebensraum
Die Verbreitung der großen Sackflügelfledermaus reicht vom Süden Mexikos bis nach Brasilien und Bolivien, wobei sie in der Regel nicht in einer Höhe über 500 m ü. M. vorkommt. Ihr Bestand wird von der IUCN dank der weiten Verbreitung als ungefährdet eingestuft.